# Skala Thurstone’a
Skala Thurstone'a (ang. equal appearing intervals – skala równych odcinków) – skala stworzona do pomiaru postaw, której twórcą jest Louis Thurstone. Polega ona na stworzeniu listy stwierdzeń dotyczących badanej postawy, przy czym bardzo ważne jest opracowanie jak największego zakresu stwierdzeń charakteryzujących postawy negatywne i pozytywne. Przygotowana lista stwierdzeń przedstawiana jest grupie tzw. kompetentnych sędziów (osoby posiadające bardzo dużą wiedzę na temat przedmiotu badania), która dokonują ich oceny. Na podstawie tej oceny wybierane jest 20 najlepiej opisujących daną postawę stwierdzeń. Porządkuje się je stawiając na początku te stwierdzenia, które najsłabiej opisują postawę, a kończąc na tych, które według sędziów najlepiej ją charakteryzują.
Podczas badania respondenci odnoszą się do każdego ze stwierdzeń. Zgadzając się z danym stwierdzeniem (uznając je za odnoszące się do ich własnej postawy), mogą otrzymać jeden punkt. Ilość otrzymanych punktów będzie odzwierciedlała to czy respondent charakteryzuje się badana postawą, czy też nie. Każdy respondent może otrzymać od 0 do 20 punktów. Im więcej punktów, tym dana postawa jest bliższa respondentowi.
Odległość pomiędzy poszczególnymi stwierdzeniami na skali trzeba uznawać jako równe, co pozwoli nam traktować skalę Thurstone’a jako skalę interwałową.
Charakterystyczne dla tej skali jest to, że respondent, który twierdząco odniósł się twierdząco do stwierdzenia umieszczonego np. na 15 miejscu, logicznie powinien odnieść się twierdząco do stwierdzeń znajdujących się poniżej (15 i dalej).
Ze względu na złożoność i potrzebę angażowania dużej liczby tzw. kompetentnych sędziów, skala Thurstone’a stosowana jest w badaniach społecznych bardzo rzadko.

## Etapy tworzenia skali Thurstone'a
Przykładowo można ją stworzyć poprzez zamieszczenie w naszym narzędziu badawczym (kwestionariuszu, ankiecie)skali, w której zamieścimy 20 różnych stwierdzeń dotyczących postawy, będącej przedmiotem oceny np. postawa dotycząca religijności, czy też tolerancji wobec uchodźców.
1. W pierwszym etapie przygotowujemy listę stwierdzeń, którymi można scharakteryzować postawę; bardzo ważne jest opracowanie jak największego zakresu stwierdzeń charakteryzujących postawy negatywne i pozytywne. Stworzona lista może zawierać nieograniczoną liczbę stwierdzeń.
2. Przygotowana lista stwierdzeń oceniana jest przez grupę ekspertów tzw. kompetentnych sędziów, którzy dokonują wyboru 20 najlepiej charakteryzujących badaną postawę stwierdzeń. Eksperci przypisują im również określoną wartość liczbową: najmniejsza liczba punktów przyznawana jest stwierdzeniu, które według eksperta w najmniejszym stopniu odpowiada badanej postawie; największa stwierdzeniu, które zdaniem eksperta najlepiej charakteryzuje postawę. Ważne jest to, żeby każde ze stwierdzeń zostało ocenione przez co najmniej 10–15 sędziów (ekspertów), co powoduje większe uwiarygodnienie trafności ich wyborów.
3. Na koniec oceny sędziów są zbierane i porównywane; wybiera się wszystkie stwierdzenia, co do których sędziowie byli najbardziej zgodni w swojej punktacji i nadawali im najwięcej punktów; wybrane w ten sposób stwierdzenia umieszczane są ostatecznie na skali, która zostanie wykorzystana w badaniu.
W ten sposób lista kilkudziesięciu stwierdzeń zostaje zredukowana do mniejszej liczby stwierdzeń, najlepiej charakteryzujących daną postawę. Stwierdzenia te będą uporządkowane począwszy od tego, które najsłabiej charakteryzuje jakąś postawę, skończywszy na tym, które najsilniej charakteryzuje ocenianą postawę.

## Literatura
- Earl Babbie, Badania społeczne w praktyce, PWN, Warszawa 2004;